# Beetle Adventure Racing!
Beetle Adventure Racing! es un videojuego de carreras lanzado para Nintendo 64 en 1999. Fue desarrollado por Paradigm Entertainment junto con EA Canada y publicado por Electronic Arts. 
Cada vehículo en el juego es un Volkswagen New Beetle, lanzado el año anterior. Además de su lanzamiento original, el juego fue lanzado en Australia como HSV Adventure Racing. Esta versión reemplazó a los Beetles con HSV VT.

## Jugabilidad
El juego es similar a la serie Need for Speed de Electronic Arts.
Beetle Adventure Racing admite hasta cuatro jugadores. Se pueden realizar carreras de dos jugadores en cualquiera de las pistas, siempre que se hayan desbloqueado en el campeonato de un jugador. De dos a cuatro jugadores también pueden participar en el modo "Beetle Battle", un modo combate vehicular en el que los jugadores compiten para recolectar seis mariquitas de diferentes colores (colgantes HSV en HSV Adventure Racing), intente destruir a los otros competidores y corra hacia la salida una vez que se recojan todas las mariquitas.
El jugador individual tiene dos modos, carrera individual y campeonato. Single Race es una carrera para un jugador contra vehículos controlados por computadora en cualquier etapa que se haya desbloqueado en el modo Campeonato. El campeonato se considera el juego principal, donde los jugadores reciben tres circuitos que comienzan con Novato, Avanzado y Profesional, con un cuarto circuito secreto, el Circuito de bonificación, que se desbloquea después de completar todos los circuitos anteriores.
Al completar cada circuito, se desbloquearán nuevos vehículos y pistas. Se desbloquean dos vehículos especiales al completar los circuitos profesional y de bonificación, el Alien Beetle y el Police Beetle respectivamente. El cuerno del Escarabajo alienígena consiste en las palabras "Venimos en paz", pronunciadas con una voz extraña. El Police Beetle usa una sirena, en la que todos los otros corredores de computadoras se detienen y se detienen al escucharla.
Cuatro tipos diferentes de cajas están dispersas a lo largo de cada pista en el modo Campeonato. Tres de ellos son cajas de puntos, que en su mayoría se encuentran fuera de la ruta en los accesos directos. Los puntos se utilizan para ganar Continuos durante cada carrera, con entre 50 y 70 necesarios para obtener el Continuo (dependiendo de la dificultad). Encontrar todas las cajas de puntos, que suman 100 en total, les da a los jugadores una nueva Arena en el modo de batalla Beetle.
Al romper las cajas de Nitro, el jugador recibe un impulso temporal de velocidad. Estas cajas generalmente se encuentran en caminos ocultos y al lado de las carreteras principales.
La cuarta caja es una caja de trucos, oculta en cada etapa. Rompiendo uno, el jugador escucharía, "Groovy!". Romper una caja de trucos la primera vez desbloquea el menú de trucos, que ofrece  códigos de trampa tanto en carreras de dos jugadores como en batalla de escarabajos. El menú Cheat tiene un huevo de Pascua en el que todos los desarrolladores del juego tienen sus caras dispersas en el fondo del menú.

## Banda sonora
La banda sonora es maravillosa breakbeat, con batería, órganos y guitarras. La música fue compuesta por Phil Western, Scott Blackwood y Brenden Tennant.

## Recepción
Beetle Adventure Racing "aclamación universal" según el sitio web de agregación de revisión, Metacritic. En Japón, donde el juego fue portado y publicado por Square EA el 26 de noviembre de 1999, Famitsu le dio una puntuación de 28 sobre 40.
Next Generation lo calificó con cuatro estrellas de cinco y declaró que "Beetle Adventure Racing no solo emerge como uno de los mejores, sino que su diseño de nivel también servirá como una marca de agua que otras franquicias como Top Gear e incluso EA la propia Need for Speed tendrá que estar a la altura".
Victor Lucas de The Electric Playground escribió: "Aunque la repetición que resulta de tener un solo estilo de vehículo para competir es un poco molesto, tengo que decir que el modelado de los errores se han manejado bien. [...] El paisaje alrededor de las pistas es absolutamente impresionante. Todos los entornos en Beetle Adventure Racing se sienten como si estuvieran vivos". Lucas notó algunos errores gráficos y sintió que el juego debería haber utilizado el sistema Expansion Pak para una resolución más alta, pero escribió: "Aun así, todas las pistas son largas, intensas y llenas de descubrimientos "No podía atreverme a quejarme demasiado fuerte. La música y los efectos de sonido de Beetle Adventure Racing se adaptan tan perfectamente a la jugabilidad que es casi como si el audio se hubiera creado primero y la jugabilidad se haya diseñado a su alrededor". Lucas concluyó que "Beetle Adventure Racing es el primer juego de Nintendo 64 realmente adictivo de 1999".
Peer Schneider de IGN elogió mucho los gráficos, efectos de sonido, pistas de carreras detalladas, manejo de vehículos y modo multijugador del juego, pero escribió que "uno de los puntos de venta más fuertes del juego es también su Talón de Aquiles. No se equivoque al respecto: los Beetles son geniales y ofrecen toda la velocidad y el manejo que desea, pero ¿qué pasaría si EA hubiera elegido una licencia para varios automóviles como con Need for Speed? Solo podemos imaginar cómo genial hubiera sido competir por un Lotus o un Ferrari en lugar de otro VW Bug. Al menos, EA podría haber incluido el modelo clásico Beetle o algunos otros autos VW. El número relativamente limitado de pistas y autos es en realidad nuestro única queja grave ". Schneider también escribió: "Desafortunadamente, la música se limita a pistas genéricas de 'batería y bajo'. No es que sea malo, simplemente no se ajusta a la mayoría de las pistas y casi no se escucha ningún bajo..." Schneider concluyó: "Aparte de  Wave Race, este es definitivamente el mejor corredor en N64 hasta ahora. [...] Beetle Adventure Racing llega como un soplo de aire fresco en un género que no ha avanzado en años."
Shawn Sackenheim de AllGame elogió las largas pistas de carreras del juego, su modo multijugador, su uso "excelente" de varios atajos, y escribió: "Visualmente, el juego es excepcional con toneladas de personalidad en los modelos de autos, pistas y en general presentación. [...] Sumérgete en todos los detalles gráficos es algo que tus ojos te agradecerán: ¡una mirada impresionante al verdadero poder de la Nintendo 64! [...] Hay tanto para cubrir en este juego que es difícil ¡para condensarlo incluso en una revisión larga sin dejar de lado! [...] ¡Algunos de los gráficos más brillantes y vibrantes del sistema! Bonitas melodías hinchables, pero se repiten después de unos pocos minutos. Grandes efectos y muestras de voz mínimas completar el paquete". GameSpot afirmó que el juego es "muy divertido".

## Secuela propuesta
Se desarrolló un "Beetle Adventure Racing II", pero nunca se lanzó.